# Супрун, Георгий Александрович
Георгий Александрович Супрун (21.08.1911 — 24.01.1973) — советский государственный и хозяйственный деятель.
С начала 1930-х гг. работал на Калужском электромеханическом заводе, где был одним из зачинателей стахановского движения.
С 1938 года — главный инженер КЭМЗ. В 1944 году за успешное выполнение заказов фронта, освоение искреннего выпуска новых образцов военной электротехники и выполнение специальных заданий правительства был награждён орденом «Знак Почёта»
В 1948—1951 председатель Калужского горисполкома.
В 1951—1953 председатель Калужского облсовпрофа.
В начале 1960-х гг. второй секретарь Калужского обкома КПСС. В последующем — член парткомиссии при Калужском обкоме КПСС.
Похоронен на Пятницком кладбище в Калуге.